# Maksim Pokídov
Maksim Pokídov (Lípetsk, 11 de julio de 1989) es un ciclista profesional ruso que actualmente corre para el equipo Continental de su país, el Itera-Katusha.

## Palmarés
2013
- 1 etapa de los Cinco Anillos de Moscú
- 1 etapa del Tour de Alsacia

2015
- 1 etapa del Tour de Kuban

## Equipos
- Moscow (2010)[1]
- Itera-Katusha (2011-)